# Castel San Lorenzo
Castel San Lorenzo est une commune de la province de Salerne, dans la région Campanie, en Italie.

## Géographie
Castel San Lorenzo est située à 26 km du site archéologique de Paestum, sur la côte de la Méditerranée.

## Histoire
Le  bourg de Castel San Lorenzo remonte au Moyen Âge. Un château domine sur les hauteurs.

## Monuments
À l’intérieur du village, il y a trois églises : l'église Sainte-Marie (San Maria dell'Assunta) située en haut du vieux bourg, via Santa Maria ; l'église Saint Jean-Baptiste (San Giovanni Battista) et l'église des saints Côme et Damien (chiesa SS. Cosma e Damiano).
À l'extérieur des murs, entourée par des vignobles, se trouve la petite église de Notre Dame de l’Étoile.
Castel San Lorenzo a été choisie par l'association Legambiente comme camp d'été qui accueille des jeunes venant du monde entier.

## Démographie
La population de Castel San Lorenzo diminue depuis les années 1950. D’abord les habitants du bourg ont émigré principalement vers la Suisse et l'Allemagne. Puis, dans les années 1960 et 1970, ils se sont rendus à Rome et dans le Nord de l'Italie. Dans les années 1980 et 1990, ils ont trouvé du travail dans les villes de la côte : Salerne, Battipaglia, Paestum et Agropoli. Récemment, Castel San Lorenzo est devenu un centre d'immigration  qui accueille des émigrés d'Ukraine, de Pologne, de Roumanie, de Moldavie et de Bulgarie.

## Économie
Le vin est très important pour l’économie locale : sept vins différents qui ont obtenu la DOC(dénomination d’origine contrôlée sont produits sur le territoire  de la commune.
Castel San Lorenzo produit de l'huile d’olive de bonne qualité qui, récemment, a obtenu la DOP, dénomination d’origine protégée « Colline salernitane ».
L'activité touristique est importante avec le fleuve Calore, la proximité de Paestum et des plages du Cilento et les forêts du Parco Nazionale del Cilento e Vallo di Diano.

## Fêtes, foires
- « Fête de Saint Jean (San Giovanni Battista) » le 24 juin (programme : procession à 13 h, animations en soirée, feux d'artifice à minuit)
- « Fête des sept vins DOC » du 12 au 19 août
- Fête de l'huile d'olive au mois de décembre

## Administration
| Période                                  | Période  | Identité          | Étiquette | Qualité |
| ---------------------------------------- | -------- | ----------------- | --------- | ------- |
| 30 mai 2006                              | En cours | Michele Lavecchia |           |         |
| Les données manquantes sont à compléter. |          |                   |           |         |

### Hameaux
Ponte Calore, Madonna della stella.

### Communes limitrophes
Aquara, Felitto, Roccadaspide.